# Isocumarina
Isocoumarina é um tipo de composto orgânico natural.
O derivado 3-acetil-3,4-di-hidro-5,6-dimetoxi-1H-2-benzopiran-1-ona pode ser encontrado em Huáng bǎi (Phellodendron chinense), uma das cinquenta ervas fundamentais da medicina tradicional chinesa.